# Graeme Le Saux
Graeme Pierre Le Saux (Saint Helier, 17 de outubro de 1968) é um ex-futebolista jersiano que defendeu a Seleção Inglesa entre 1994 e 2000. Atuava como lateral-esquerdo, mas também se deslocava para o meio-campo ou até para a ponta-esquerda. Parte de seu nome é derivada da língua francesa: "Pierre" é a versão francesa para o português "Pedro" e o inglês "Peter"; "Le Saux" seria a versão em francês para o bretão Ar Saoz, que curiosamente quer dizer literalmente "O Inglês".

## Carreira em Clubes
Após passar pelo St. Paul, time da ilha de Jersey, Le Saux mudou-se para o Chelsea, iniciando sua trajetória pelos Blues dois anos depois, contra o Portsmouth, e tendo participado do título da Segunda Divisão no mesmo ano. Sua trajetória pelo Chelsea terminou de forma brusca, quando se irritou após ter deixado o campo na partida contra o Southampton, chegando a atirar a camisa no gramado. Em 1993, o Blackburn Rovers o contratou por 700 mil libras.
Esteve presente nas campanhas do vice e do título inglês do Blackburn, tendo atuado durante grande parte das partidas, sendo eleito para a seleção do campeonato inglês na temporada do título. Uma fratura no tornozelo prejudicou Le Saux em parte da temporada 1995-96, além de ter comprometido sua participação na Eurocopa de 1996, a qual não foi convocado.
Em agosto de 1997, o jogador retornaria ao Chelsea, onde não repetiria o mesmo sucesso da primeira passagem, tendo perdido vários jogos ora por lesão, ora por suspensão. Apesar de ter feito parte do elenco campeão da Recopa Europeia da UEFA de 1998, perderia a final por conta de lesão. Entretanto, no mesmo ano seria eleito mais uma vez para a seleção do campeonato inglês.
Negociado com o Southampton em 2003, em um negócio que envolvia a cedência de Wayne Bridge ao Chelsea, Le Saux jogaria mais duas temporadas (44 partidas e um gol marcado) antes de se aposentar pela primeira vez, em 2005.

## Volta ao Futebol
Em junho de 2012, Le Saux, aos 43 anos, retorna aos gramados ao assinar com o Wembley FC, que disputa a nona divisão inglesa. Além dele, seus compatriotas Martin Keown, David Seaman, Ray Parlour e Carl Leaburn, o norte-americano Brian McBride e o argentino Claudio Caniggia assinaram com a agremiação, comandada pelo ex-técnico da Seleção Inglesa, Terry Venables.

## Seleção Inglesa
Le Saux, que jogara pelas Seleções Sub-21 e B da Inglaterra, fez sua estreia pelo time principal em 1994. A lesão contraída na temporada 1995-96 o impediu de disputar a Eurocopa de 1996, mas, já recuperado, participaria da Copa de 1998, sendo não só o único jogador vindo da ilha de Jersey, mas também de todas as Ilhas do Canal, a figurar numa Copa.
Seu único gol com a camisa do English Team foi marcado em 1995, numa partida contra o Brasil. Entre 1994 e 2000, Le Saux participaria de 36 jogos.

## Sexualidade
Apesar de ser heterossexual (ele é casado e tem 2 filhos, Lucas e Georgina), Le Saux foi prejudicado por boatos de homossexualidade durante sua carreira. Ele atribuiu isso a sua falta de entusiasmo para o 'típico' estilo de jogador de futebol, a sua formação universitária. Isto levou ao abuso de torcedores rivais e até mesmo jogadores.
Em uma dessas ocasiões, em uma partida da Premier League entre Chelsea e Liverpool, em 27 de fevereiro de 1999, Le Saux se envolveu em uma série de insultos com Robbie Fowler, atacante do Liverpool. Com Le Saux preparando para dar um pontapé livre, Fowler, repetidamente curvado, apontou o seu traseiro em direção ao jogador do Chelsea. Apesar das provocações, o lateral, que se recusou a dar o pontapé livre, foi reservado para o atraso do jogo. Mais tarde, ele atingiu Fowler à beira da grande área do Chelsea, mas o incidente não foi visto pelo árbitro. Em entrevista ao The Times, Le Saux disse sobre o incidente: "Mais do que qualquer coisa na minha carreira, que me ofendeu. O que ele fez foi errado e ele nunca tenha admitido isso. Ele ainda fala como se fosse um bocado de um riso".
Apesar de ainda continuar jogando, muitos escritores teorizou que essas provocações infundadas foram atrás de temperamento.

## Biografia
Em setembro de 2007, já aposentado, Le Saux publicou sua autobiografia, Left Field - A Footballer Apart.

## Títulos
Chelsea
- Recopa Europeia da UEFA: 1997-98
- Supercopa da UEFA: 1998
- Copa da Inglaterra: 1999-00
- Copa da Liga Inglesa: 1997-98
- Copa de Membros Ingleses: 1989-90
- Supercopa da Inglaterra: 2000
- Campeonato Inglês da Segunda Divisão: 1988-89

Blackburn Rovers
- Campeonato Inglês: 1994-95

Seleção Inglesa
- Torneio da França: 1997